# 里贝雷
里贝雷（法語：Ribeyret，法語發音：[ʁibeʁɛ]）是法国上阿尔卑斯省的一个市镇，属于加普区。

## 地理
里贝雷（44°24'48"N, 5°33'17"E）面积17.87 平方千米，位于法国普罗旺斯-阿尔卑斯-蓝色海岸大区上阿尔卑斯省，该省份为法国东南部内陆省份，北起萨瓦省，西北接伊泽尔省，西南接德龙省，南至上普罗旺斯阿尔卑斯省，东北部与意大利接壤。
与里贝雷接壤的市镇（或旧市镇、城区）包括：莱皮讷、穆瓦当、圣安德烈德罗桑、索尔比耶、瓦尔杜勒。

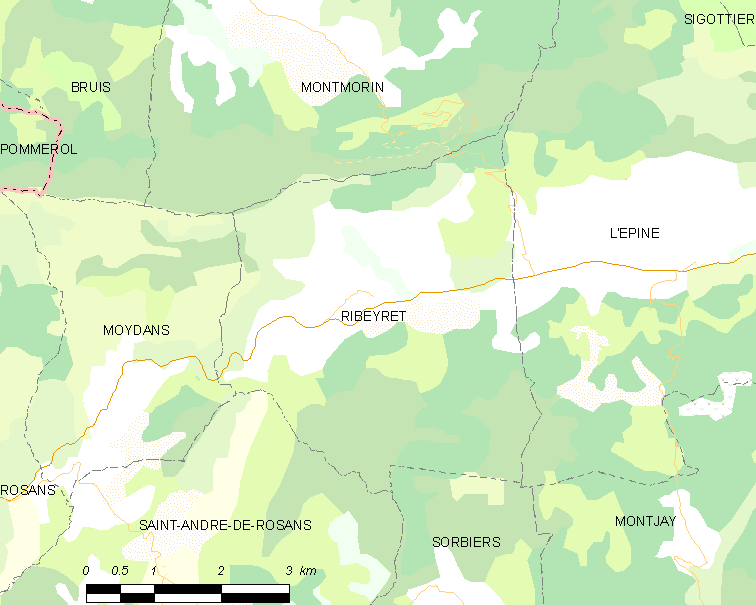
里贝雷的OSM定位图

里贝雷的时区为UTC+01:00、UTC+02:00（夏令时）。

## 行政
里贝雷的邮政编码为05150，INSEE市镇编码为05117。

## 政治
里贝雷所属的省级选区为塞尔县。

## 人口

1962-2008年间里贝雷人口变化图示

里贝雷于2022年1月1日时的人口数量为109人。